# Forbidden Site
Forbidden Site est un groupe de black metal avant-gardiste français, originaire de Grenoble, en Rhône-Alpes. Durant son existence, Forbidden Site partage la scène avec, entre autres, des groupes comme Cradle of Filth, Misanthrope, Dimmu Borgir, Loudblast, Anorexia Nervosa, CNK, Serenity, Siebenbürgen, The Gathering, et Hades.
Les deux fondateurs du groupe, Arnault Destal (alias de Staël) et Romaric Sangars (alias Romarik d'Arvycendres), évoluent désormais dans deux projets orientés rock, respectivement Varsovie et Khôl, parallèlement à une carrière littéraire.
Forbidden Site est considéré par la presse spécialisée comme un groupe culte,. L'ouvrage Camion Blanc : Anthologie du black metal Tome 1 explique que « dans ses formes grossières, Forbidden Site exécute un black metal des plus réguliers… jusqu'à ce qu'il pénètre avec vice le domaine fort vague du gothic metal. »

## Biographie
Forbidden Site est formé en 1993 à Grenoble, en Rhône-Alpes. La même année, le groupe publie une première démo Catharsis. Au printemps 1996, ils sortent une deuxième démo intitulée Renaissances noires,.
En janvier 1997, le groupe publie son premier album studio Sturm und Drang, qui obtient des critiques très élogieuses,,,,. Il s'agit d'une œuvre à la fois ancrée dans le style black metal et fortement originale. À cette époque, le black metal devient un style à part entière qui obéissait à des codes très précis (voix hurlée, blasts, une musique assez crue et brutale, rapide mais qui tend comme toute autre musique à évoluer et à intégrer des influences...). Si Sturm und Drang est bien un album de black metal dans son ensemble, il n'en comporte pas moins un grand nombre de parties chantées en voix claire et en français, un morceau au piano et un autre aux accents folk.
Il est suivi par un deuxième album studio, Astralgeist, en 1999 sur le label allemand Solistitium Records. Astralgeist connaîtra un accueil plus mitigé par les puristes du genre. La musique qu'offre ce disque n'a plus qu'un lointain rapport avec le black metal et déroute quant aux classifications habituelles. Les cris s'y font bien plus rares et si les blastbeats sont toujours présents, on entend également de nombreux passages où les instruments classiques et des sons de guitare clairs prennent le pas sur l'orchestration traditionnelle du metal. À noter également la présence de chœurs féminins et masculins. Toutefois, les ambiances sombres créées entre autres par les instruments classiques et les rythmes extrêmement vifs et parfois martiaux de la batterie font que cet album demeure indéniablement un album de metal et ce malgré une forte connotation rock et gothique.
Malgré une carrière éphémère, Forbidden Site devient une référence en matière de musique sombre et extrême ; le groupe a eu une forte influence sur nombre de jeunes formations. Le groupe annonce sa séparation en 2003 lors d'un concert d'adieu à la Locomotive, à Paris, sur l'invitation du groupe Anorexia Nervosa. En 2005, Anorexia Nervosa reprend un titre de Forbidden Site, La Chouanne, en hommage, tiré du deuxième album du groupe sur leur September EP.

## Paroles et thèmes
Le groupe traite de thèmes comme la poésie, la littérature, les sentiments, et les ténèbres. Parmi les premiers à mettre en avant la culture et l'histoire de France, rompant catégoriquement avec les poncifs du genre, notamment en arborant la Fleur de lys ou en se désolidarisant radicalement des clichés en vogue à l'époque, lors d'interviews provocantes, subversives, décalées, parfois grandiloquentes, et remplies de morgue à l'égard de la « médiocrité ambiante », Forbidden Site développe un univers très personnel et un discours inédit dans la scène gothique et heavy metal.
Les paroles de Forbidden Site sont inspirées par la littérature française du XIXe siècle et les thèmes s'inspirent de ceux du préromantisme allemand, le Sturm und Drang. Le groupe cite Victor Hugo (dont ils reprennent un poème), Gérard de Nerval (ils s'inspirent du roman Aurélia pour les paroles d'une chanson), Villiers de l'Isle-Adam, et même Antonin Artaud (dont le poème Invocation à la Momie est cité dans l'album Astralgeist).
Bien qu'étant le fruit d'un grand travail d'écriture, les paroles ne sont pas toujours facilement audibles, le chanteur les hurlant sur certains morceaux ou les murmurant sur d'autres. Les textes sont en français, en anglais, en allemand et en latin.

## Membres

### Derniers membres
- Nicolas Sages – basse[1]
- Grégory Catherina – guitare[1]
- Arnault de Stael – batterie (1993-?)[1]
- Romarik d'Arvycendres – chant, piano, guitare (1993-?)[1]

### Anciens membres
- Matthieu Froideval – basse[1]
- Lethe – guitare[1]
- JB – guitare[1]
- Ludovic Tournier – guitare[1]
- Jeff – guitare[1]
- Sylvain – guitare[1]

## Discographie

### Albums studio
- 1997 : Sturm und Drang
- 1999 : Astralgeist

### Démos
- 1994 : Catharsis
- 1996 : Renaissances noires